# Capranica
För andra betydelser, se Capranica (olika betydelser).
Capranica är en ort och kommun i provinsen Viterbo i regionen Lazio i Italien. Kommunen hade 6 442 invånare (2018).